# Brücktal
Brücktal ist eine Ortsgemeinde im Landkreis Vulkaneifel in Rheinland-Pfalz. Sie gehört der Verbandsgemeinde Kelberg an.

## Geographische Lage
Der Ort liegt in der Vulkaneifel am Zusammenfluss der Bäche Winsbach, Welcheratherbach und Nitzbach, etwa 20 Kilometer nordöstlich der Kreisstadt Daun. Zur Gemeinde Brücktal gehört auch der Wohnplatz Brücker Mühle.

## Geschichte
Der Ort trug bis 1971 den Namen Brück. Der Ortsname leitet sich von einer Brücke ab, die an dieser Stelle über den Nitzbach geführt hat. Im Mittelalter gehörte er als Erbe der Grafen von Are-Hochstaden bis zum Ende des 18. Jahrhunderts zum kurkölnischen Amt Nürburg. Von 1798 bis 1814 gehörte der Ort zum französischen Kanton Adenau im Rhein-Mosel-Departement und von 1816 an zur preußischen Bürgermeisterei Kelberg im Kreis Adenau. Nach Auflösung des Kreises Adenau (1932) wechselte die Gemeinde zum Kreis Mayen.
Im Zuge der kommunalen Neuordnung von Rheinland-Pfalz kam die Gemeinde 1970 vom Landkreis Mayen zum Landkreis Daun (heute Landkreis Vulkaneifel).
Am 1. Januar 1971 wurde die Gemeinde Brück in Brücktal umbenannt.
Bevölkerungsentwicklung
Die Entwicklung der Einwohnerzahl von Brücktal, die Werte von 1871 bis 1987 beruhen auf Volkszählungen:
| Jahr | Einwohner |
| 1815 | 122       |
| 1835 | 117       |
| 1871 | 63        |
| 1905 | 71        |
| 1939 | 94        |
| 1950 | 87        |

| Jahr | Einwohner |
| 1961 | 82        |
| 1970 | 79        |
| 1987 | 83        |
| 1997 | 99        |
| 2005 | 95        |
| 2023 | 74        |

## Siehe auch

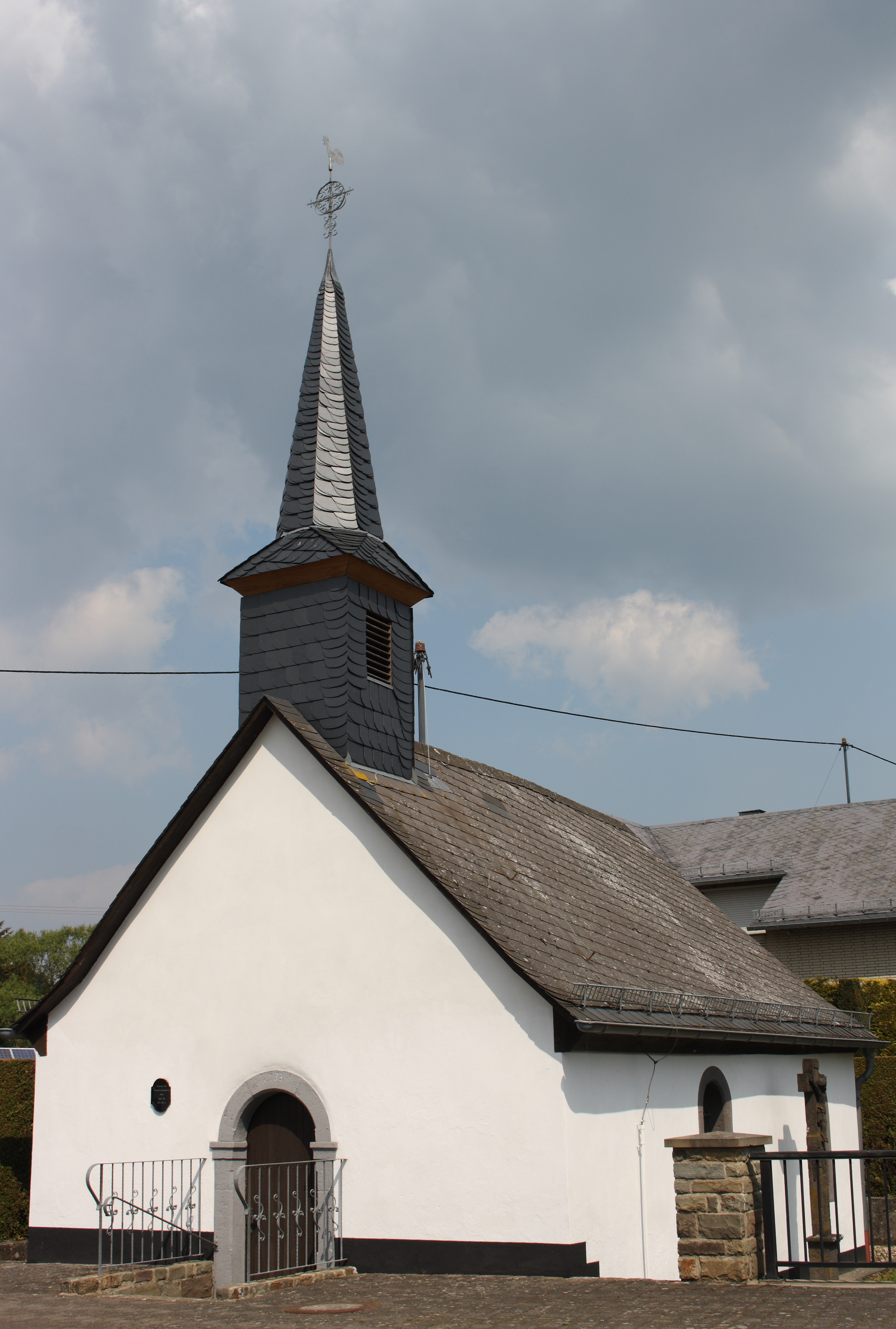
Filialkirche St. Blasius und Wendelin

## Politik

### Gemeinderat
Der Gemeinderat in Brücktal besteht aus sechs Ratsmitgliedern, die bei der Kommunalwahl am 9. Juni 2024 in einer Mehrheitswahl gewählt wurden, und der ehrenamtlichen Ortsbürgermeisterin als Vorsitzender.

### Bürgermeister
Rebecca Theisen wurde am 4. Juli 2024 Ortsbürgermeisterin von Brücktal. Da für die Direktwahl am 9. Juni 2024 kein Wahlvorschlag eingereicht wurde, erfolgte die Neuwahl gemäß rheinland-pfälzischer Gemeindeordnung durch den Rat, der sich auf seiner konstituierenden Sitzung für Rebecca Theisen entschied.
Theisens Vorgänger Werner Schumacher hatte bei der Wahl 2024 nicht erneut kandidiert. Zuletzt war er bei der konstituierenden Sitzung des vorangegangenen Gemeinderats am 24. Juni 2019 in seinem Amt bestätigt worden.

### Wappen
| Wappen von Brücktal | Blasonierung: „In Silber eine blaue Wellenpfahldeichsel, bedeckt von einer gezinnten einbogigen Brücke.“                                                                                      |
| Wappen von Brücktal | Wappenbegründung: Auf silbernem Grund liegt eine blaue Wellenpfahldeichsel, darüber eine gezinnte einbogige Brücke. Die Deichsel symbolisiert dabei die drei im Ort zusammenfließenden Bäche. |